# Ríver Atlético Clube
El River Atlético Clube o conocido simplemente como River es un club de fútbol de la ciudad de Teresina, en el estado de Piauí en Brasil. El club fue fundado el 1 de marzo de 1946.

## Historia
El club fue fundado el 1 de marzo de 1946 por estudiantes del "Ginásio Leão XIII", dirigidos por el maestro Antilhon Ribeiro Soares, se reunieron para tratar la fundación de una sociedad deportiva que tomaría el nombre de River Atlético Clube. En 1948, dos años después de su fundación, el club conquista su primer campeonato estadual.
Dentro del fútbol profesional destacan sus 29 títulos del Campeonato Piauiense. En participaciones en torneos nacionales, el Ríver ha estado presente en 6 ediciones del Campeonato Brasileño de Serie A desde 1971, 10 participaciones en la Serie B brasileña y en 10 ediciones de la Copa de Brasil.
En 1977, el club debuta en el Campeonato Brasileño de Serie A, terminando en la 41.ª posición, al año siguiente en 1978 finaliza en el puesto 69.º, en 1979 termina 83.º, en 1981 39.º y en 1982 finaliza en el lugar 44°.
En 2000, el club participó en la Copa João Havelange, que sustituyó al campeonato brasileño de ese año. El club fue incluido en el "Módulo Amarillo" (equivalente a la segunda división), donde fue eliminado en la primera ronda.
Su principal adversario futbolístico es el Flamengo de Piauí, con el cual disputa el clásico estadual el "Rivengo", una tradicional rivalidad regional en el fútbol brasileño.

## Entrenadores
- Mastrilho Veiga (?–marzo de 2009)[6]
- Neto Camarço (interino- marzo de 2009–?)[6]
- Marcão (abril de 2012–mayo de 2012)[7]
- Aníbal Lemos (mayo de 2012–enero de 2013)[8][9]
- Evair Paulino (diciembre de 2013–marzo de 2014)[10][11]
- Josué Teixeira (2014–agosto de 2014)[12]
- Flávio Barros (agosto de 2014–2014)[13]
- Flávio Araújo (noviembre de 2014-noviembre de 2015)[14][15]
- Zé Teodoro (diciembre de 2015–febrero de 2016)[16][17]
- Capitão (interino- febrero de 2016–marzo de 2016/marzo de 2016–junio de 2016)[18][19][20]
- Waldemar Lemos (noviembre de 2016–febrero de 2017)[21][22]
- Eduardo Húngaro (marzo de 2017–mayo de 2017)[23][24]
- Wallace Lemos (diciembre de 2017–mayo de 2018)[25][26]
- Oliveira Canindé (octubre de 2018–febrero de 2019)[27][28]
- Rodrigo Fonseca (febrero de 2019)[29][30]
- Flávio Araújo (febrero de 2019–abril de 2019)[31][32]
- Marcinho Guerreiro (abril de 2019)[32]
- Gerson Gusmão (noviembre de 2022–abril de 2023)[33][34]
- Fabiano Soares (noviembre de 2023–febrero de 2024)[35][36]
- Dico Wolley (febrero de 2024–marzo de 2024)[37][38]
- André Gaspar (mayo de 2024–presente)[2]

## Estadio
El equipo disputa sus partidos en el Estadio Governador Alberto Tavares Silva, popularmente conocido como Albertão con una capacidad para 52.000 personas y de propiedad del estado de piauí. Y  juega también en el Estadio Lindolfo Monteiro, conocido popularmente como “Lindolfinho" con capacidad para 8.000 espectadores qué es de propiedad del municipio de Teresina. 

## Palmarés

### Títulos nacionales
| Competición                           | Títulos | Subcampeonatos |
| ------------------------------------- | ------- | -------------- |
| Campeonato Brasileño de Serie D (0/1) |         | 2015           |

### Títulos estaduales
| Competición                  | Títulos | Subcampeonatos                                                                                 |
| ---------------------------- | --- | ---------------------------------------------------------------------------------------------- |
| Campeonato Piauiense (32/16) | 1948, 1950, 1951, 1952, 1953, 1954, 1955, 1956, 1958, 1959, 1960, 1961, 1962, 1963, 1973, 1975, 1977, 1978, 1980, 1981, 1989, 1996, 1999, 2000, 2001, 2002, 2007, 2014, 2015, 2016, 2019, 2023 | 1949, 1957, 1964, 1965, 1967, 1968, 1969, 1971, 1972, 1974, 1982, 1986, 1991, 2004, 2013, 2018 |
| Copa Piauí (1/2)             | 2006 | 2012, 2017                                                                                     |